# António Tomás da Conceição Silva
António Tomás da Conceição Silva, nascido António Tomás da Conceição e Silva (Lisboa, 19 de Maio de 1869 - Lisboa, 5 de Janeiro de 1958) foi um pintor, ceramista, professor universitário e maçon português.

## Biografia
Filho de pais humildes, pôde, com sacrifício, frequentar a Escola, tendo iniciado os seus estudos na Escola Académica de Lisboa. Depois, matriculou-se na Escola de Belas-Artes de Lisboa, onde frequentou o curso denominado Pintura Histórica, do qual era Professor o distinto artista José Ferreira Chaves. Com distinção, completou este curso e foi Diplomado.
Fundado, em 1890, o célebre Grémio Artístico, António Tomás da Conceição Silva deu-lhe toda a sua dedicação, tendo sido, por várias vezes, seu Director. O Grémio Artístico escolheu-o para aplicar o Prémio concedido pela Rainha D. Amélia de Orleães e destinado a subsidiar, em Paris, um aluno da Escola de Belas-Artes de Lisboa. Nesta capital demonstrou exuberantemente as suas aptidões, tendo concorrido à École Nationale Supérieure des Beaux-Arts, onde foi prontamente admitido. Estudou em Paris, a expensas do Estado, e, regressando a Portugal, depressa conquistou as simpatias dos grandes pintores do tempo, como José Malhoa, Coudrim, Columbano Bordalo Pinheiro e outros, e enfileirou entre os grandes artistas do seu tempo.
Foi iniciado na Maçonaria, em data desconhecida de 1897, na Loja Liberdade, de Lisboa, afecta ao Grande Oriente Lusitano, com o nome simbólico de Grão-Vasco. Pertenceu, depois, à Loja Solidariedade, da mesma cidade e com a mesma afectação. Atingiu o Grau 29.º do Rito Escocês Antigo e Aceite.
Foi um dos Fundadores, em 1901, da Sociedade Nacional de Belas-Artes, resultado da fusão entre a Sociedade Promotora, fundada em 1860, e o Grémio Artístico, ao qual pertencia.
Exerceu, ainda, funções docentes, dedicou-se ao ensino da Pintura, e, tendo-se dado vaga de Professor de Desenho na Escola de Belas-Artes de Lisboa, por onde se formou, a ela concorreu em 1904, obtendo alta classificação.
Mais tarde, em 1916, foi nomeado Professor da Escola Industrial Rodrigues Sampaio. Em 1924, foi transferido, a seu pedido, para a Escola de Desenho Industrial Marquês de Pombal.
Aposentado dos seus cargos, por ter atingido o limite de idade, continuou o seu labor artístico notável.
Deixou uma obra vasta de Pintura e de Cerâmica difundida por todo o País. O justo equilíbrio que revela nas suas obras deu-lhe uma situação de destaque entre os artistas contemporâneos.
Foi pai de Eugénio Correia da Conceição Silva e avô paterno de Guilherme George da Conceição Silva e de Tomás George da Conceição Silva.